# Grumme

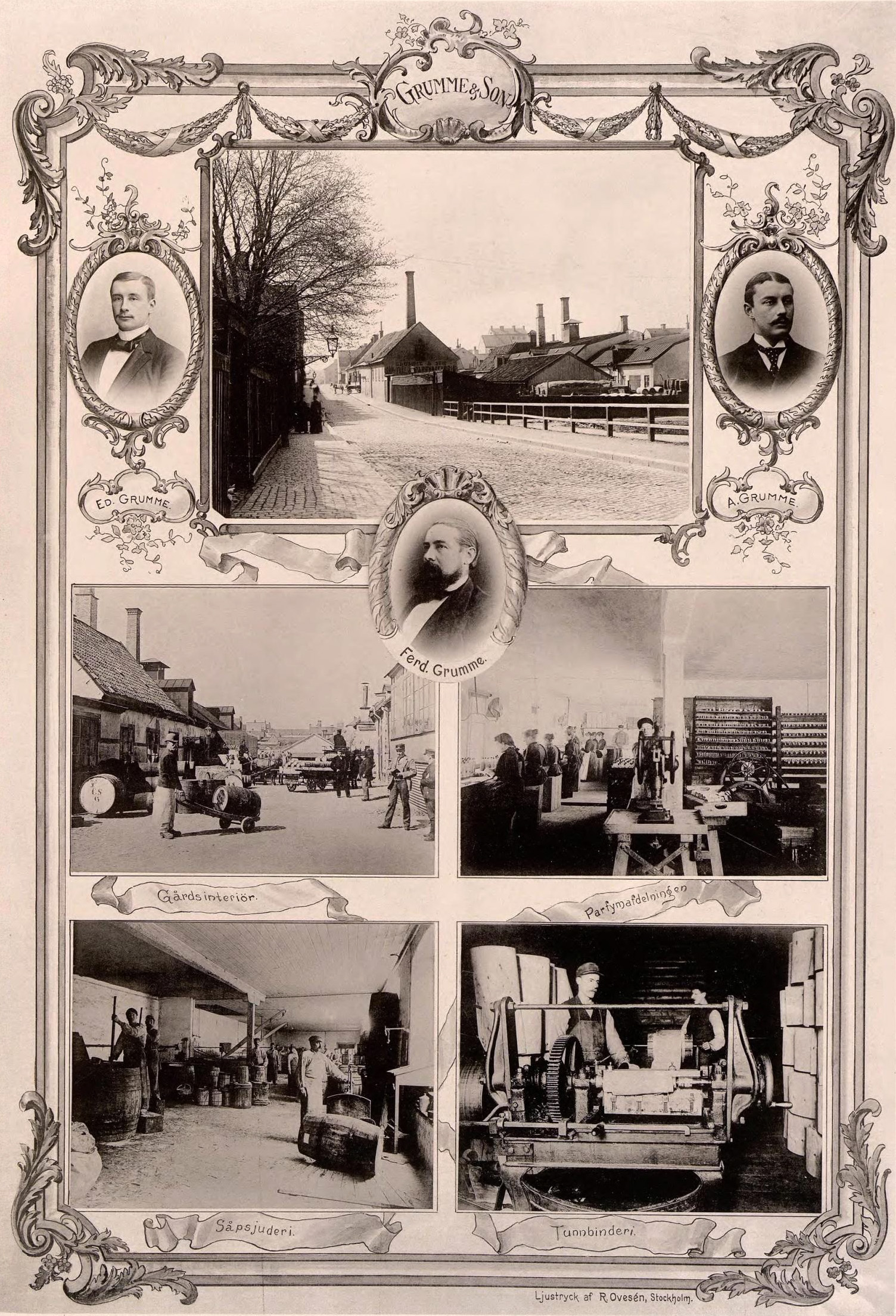
Grumme & Son omkring 1900 presenterat i samtida bildverk.

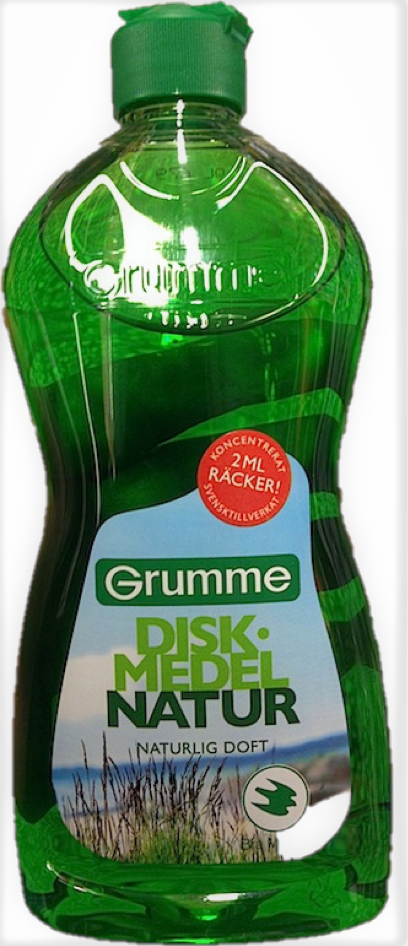
Bild på Grummes diskmedel med den typiska formen för Grummes diskmedelsflaskor.

Grumme är ett svenskt kemisk-tekniskt företag som tillverkar tvål, såpa, tandkräm och andra hushållskemikalier.

## Företagsledning och ägarförhållanden
Grumme & Son grundades 1882 av Ferdinand Grumme, som dessförinnan varit teknisk ledare för Hylin & Co, tillsammans med sönerna Eduard och Albert. Antalet anställda var från början sex, men växte till 46 vid tiden för Stockholmsutställningen 1897. 
Företaget leddes av Ferdinand Grumme från grundandet 1882 fram till dennes död 1900, därefter av sonen Albert Grumme till 1923 och slutligen av sonsonen Carl-Eduard Grumme fram till bolaget såldes ur familjens ägo 1963.
Grumme & Son omvandlades till aktiebolag år 1911. Bolaget hade 1929 en omsättning på cirka 2,5 mkr och en balansomslutning på cirka 3,0 mkr. Efter att ha ägts av läkemedelsbolaget Kabi, såldes Grummebolagen 1974 till statliga Tobaksbolaget och sedan vidare 1995 till Cederroth International, vars ägare var riskkapitalbolaget CapMan. Efter Orklas förvärv av Cederroth 2015, så ingår Grummes produktsortiment i affärsområdet Orkla Care.

## Produktion

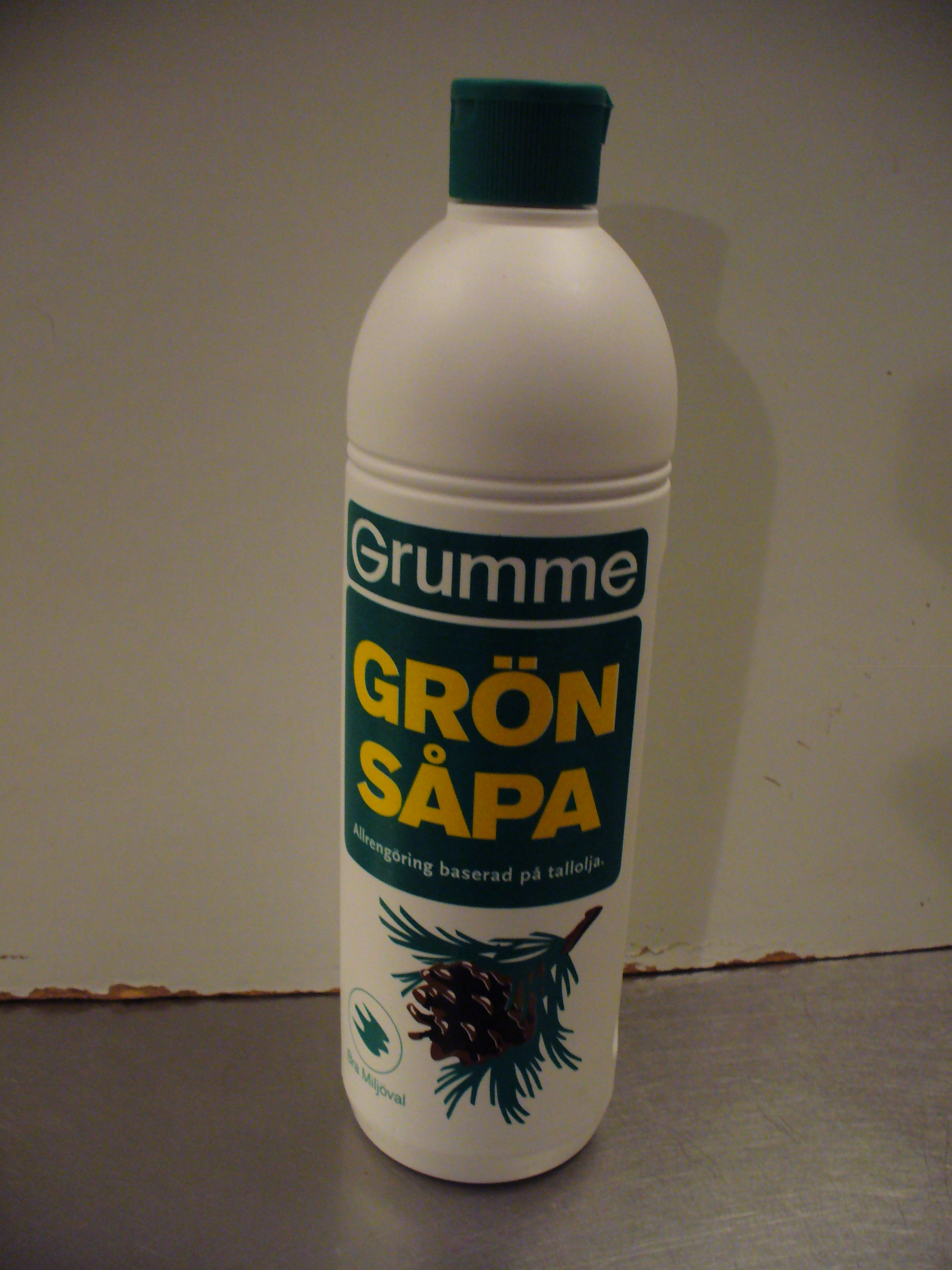
Grummes grönsåpa.

Tillverkningen vid firmans fabriker omfattade ursprungligen såpa, tvål och parfymerier. Fabriken var belägen på Östgötagatan 42 på Södermalm i Stockholm och omfattade cirka 6.000 m² mark och man köpte under 1896 även in fastigheterna på Götgatan 81 och 83 omfattande ytterligare cirka 13.000 m² mark.
År 1890 köptes ett patent och maskiner in för tunnbinderi av cylindriska fanérkärl, och man tillverkade bl.a. björkkaggar för eget bruk och asp- och grankärl till tobaksindustrin för förvarande av snus och röktobak.
Rättigheterna till preparatet Stomatol köptes av tandläkaren Albin Lenhardtson 1895 och munvatten började tillverkas under detta varumärke, vilket snart följdes av tandkräm och tvål. Filialfabriker anlades i Helsingfors i Finland, Oslo i Norge och S:t Petersburg i Ryssland.